# Nick Fradiani

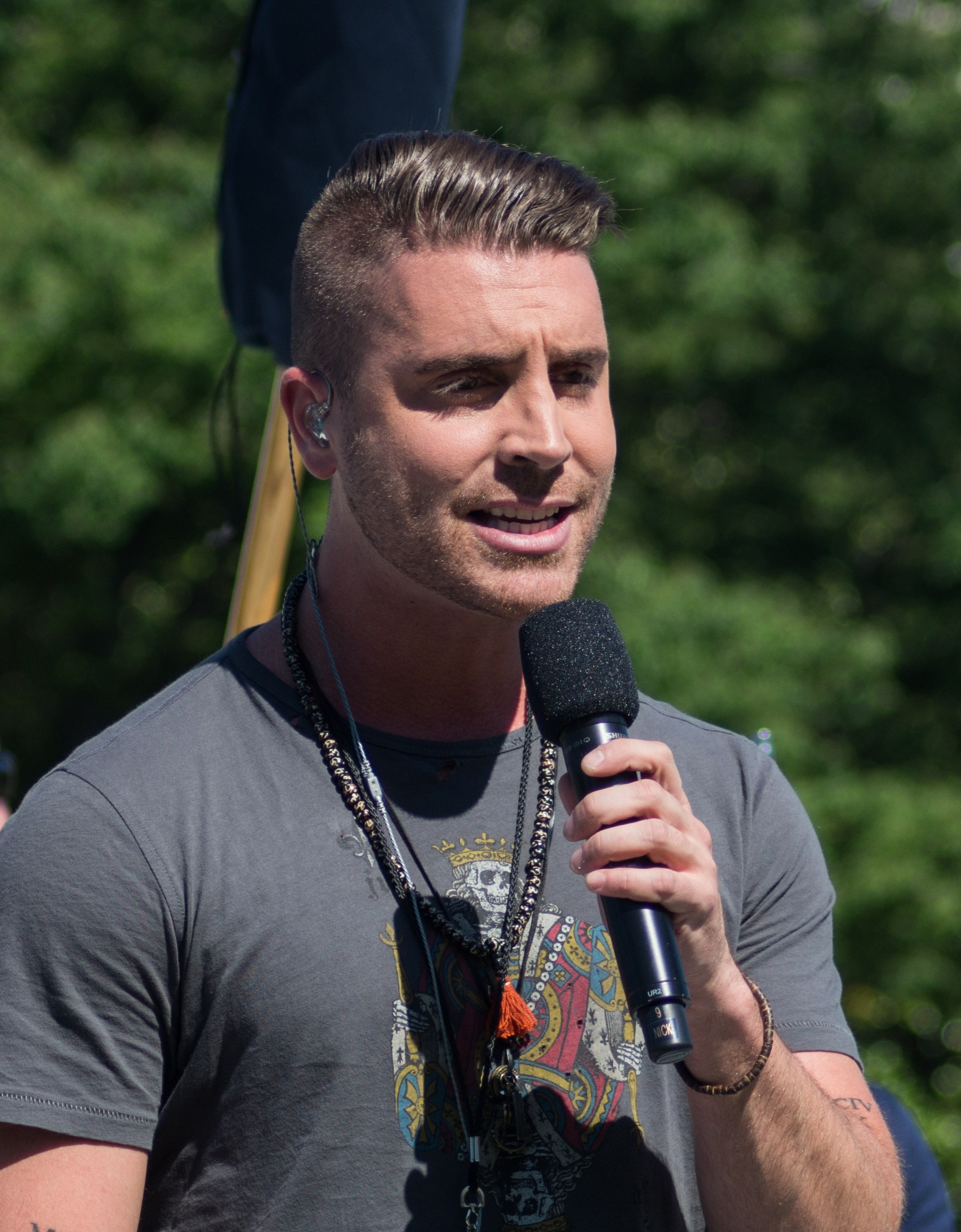
Nick Fradiani

Nick Fradiani (sinh ngày 15 tháng 11 năm 1985) là một ca sĩ người Mỹ đến từ Guilford, tiểu bang Connecticut. Anh đã gây được sự chú ý của khán giả địa phương với vai trò là ca sĩ hát chính của ban nhạc pop/rock Beach Avenue khi họ thắng cuộc thi Battle of the Bands ở Mohegan Sun năm 2011. Họ đã đạt được sự công nhận của quốc gia vào năm 2014 khi tham gia mùa thứ 9 cuộc thi tìm kiếm tài năng thực tế America's Got Talent, mặc dù chỉ vào tới "Judgement Week" (vòng loại sân khấu).
Năm 2015, Fradiani tham gia mùa thứ 14 của chương trình truyền hình thực tế và cuộc thi âm nhạc American Idol. Fradiani chiến thắng cuộc thi vào tháng 5 năm 2015, trở thành quán quân đầu tiên đến từ vùng Đông Bắc Mỹ. Anh sẽ là tâm điểm của American Idols LIVE! Tour 2015, một tour diễn đi qua 37 thành phố dài 8 tuần với sự xuất hiện của các thí sinh top 5. Tour diễn bắt đầu vào tháng 7 năm 2015 ở Florida và kết thúc vào cuối tháng 8 ở California.

## Thời thơ ấu và học sinh
Nicholas James Fradiani IV là con trai của Nick Fradiani III, một nhạc sĩ, và Elizabeth Fradiani. Cha của anh từng biểu diễn ở các câu lạc bộ và trên các con tàu du lịch. Ông cũng dạy cho con trai Nick của mình cách chơi trống, tặng anh một bộ trống lúc anh 2 tuổi, tiếp theo dạy chơi piano, và sau đó cách cầm một cây đàn ghi-ta. Fradiani có một chị gái tên Kristen.
Fradiani có bằng cử nhân chuyên ngành lịch sử từ Đại học Wheaton, Norton, Massachusetts. Là nhạc sĩ trong một ban nhạc, anh đã tổ chức cuộc sống hàng ngày như một nhân viên bán phần mềm máy tính. Fradiani cũng từng là huấn luyện viên bóng rổ trung học và dạy lịch sử tại trường cấp ba địa phương.

## Beach Avenue
Anh đã gây được sự chú ý của khán giả địa phương với vai trò là ca sĩ hát chính của ban nhạc pop/rock Beach Avenue vùng Milford, Connecticut khi họ chiến thắng cuộc thi Battle of the Bands ở Mohegan Sun năm 2011. Ban nhạc 5 người này được biết đã phát hành một số sản phảm đầu tay như Something to Believe In EP vào tháng 6 năm 2012 và Driving That Road EP vào tháng 7 năm 2013. Năm 2014, họ cho ra mắt 2 đĩa đơn "Coming Your Way" và "Feel the Beat".
Các thành viên của ban nhạc là:
- Nick Fradiani, IV – giọng ca chính và tay ghi-ta
- Nick Abraham – tay ghi-ta chính, chơi đàn mandoline, và giọng ca đệm
- Nick Fradiani, III (cha Fradiani) – chơi các nhạc cụ có phím và giọng ca đệm
- Jonah Ferrigno – bass
- Ryan Zipp – tay trống

Ba thành viên của ban nhạc, Fradiani, Abraham và Zipp giành được sự công nhận quốc gia năm 2014 khi họ tham gia mùa giải thứ 9 cuộc thi tìm kiếm tài năng thực tế America's Got Talent, hát sáng tác đầu tiên của họ "Coming Your Way". Fradiani trích dẫn việc hát ca khúc trên trong chương trình như là "biggest career break" (quãng thời gian nghỉ việc lớn nhất) của mình. Buổi thử giọng được phát sóng trên kênh NBC vào tháng 7 năm 2014, và ca khúc đã lọt vào Bảng xếp hạng đĩa đơn Pop của iTunes, đạt đến vị trí thứ 53; 6,000 bản đã được bán trong tuần đầu tiên sau khi phát sóng buổi thử giọng. Cả bốn giảm khảo đều bỏ phiếu "yes" (đồng ý) cho ban nhạc đi tiếp vào vòng sau. Ban nhạc vào tới vòng "Judgement Week" phát sóng ngày 22 và 23 tháng 7 năm 2014 trước khi bị loại. Ca khúc giữ vững vị trí trong Top 200 hơn 2 tuần, bán được hơn 10,000 bản.

## American Idol
Fradiani thử giọng ở New York City và bài hát đã giúp anh giành được vé vàng là sáng tác của Peter Gabriel "In Your Eyes". Trong vòng loại ở Hollywood, anh hát ca khúc "Babylon" của David Gray. Sau đó, anh trình diễn sáng tác của Train "Drops of Jupiter" tại vòng bán kết và giành được vị trí trong Top 24. Anh được công bố là quán quân ngày 13 tháng 5 năm 2015, với thí sinh khác lọt vào chung kết Clark Beckham kết thúc ở vị trí thứ 2. "Beautiful Life" là ca khúc đăng quang của Fradiani, được thu âm với hãng đĩa Big Machine. "Beautiful Life" là bài hát chính thức của Giải vô địch bóng đá nữ thế giới 2015.

### Phần trình diễn
| Tuần                    | Chủ đề                                                     | Bài hát dự thi                                     | Nghệ sĩ đã thể hiện                      |
| ----------------------- | ---------------------------------------------------------- | -------------------------------------------------- | ---------------------------------------- |
| Auditions               | Lựa chọn cá nhân                                           | "In Your Eyes"                                     | Peter Gabriel                            |
| Hollywood Week          | Hát nhóm                                                   | "Rude"                                             | Magic!                                   |
| Hollywood Week          | Hát đơn                                                    | "Babylon"                                          | David Gray                               |
| House of Blues (Top 48) | Lựa chọn cá nhân                                           | "Drops of Jupiter"                                 | Train                                    |
| Top 24                  | Lựa chọn cá nhân                                           | "Thinking Out Loud"                                | Ed Sheeran                               |
| Top 16                  | Nhạc của Motown                                            | "Signed, Sealed, Delivered I'm Yours"              | Stevie Wonder                            |
| Top 12                  | "Back to the Start"                                        | "In Your Eyes"                                     | Peter Gabriel                            |
| Top 11 (tuần 1)         | "Get the Party Started"                                    | "Wake Me Up"                                       | Avicii                                   |
| Top 11 (tuần 2)         | Nhạc phim                                                  | "Danger Zone" trong phim Top Gun                   | Kenny Loggins                            |
| Top 9                   | Bài hát những năm 1980                                     | "Man in the Mirror"                                | Michael Jackson                          |
| Top 8                   | Kelly Clarkson                                             | "Catch My Breath"                                  | Kelly Clarkson                           |
| Top 7                   | Billboard Hot 100                                          | "Teenage Dream"                                    | Katy Perry                               |
| Top 6                   | "American classics" as deemed by viewers                   | "American Girl" "Only the Good Die Young"          | Tom Petty Billy Joel                     |
| Top 5                   | "Arena anthems"                                            | "Harder to Breathe" "Maggie May"                   | Maroon 5 Rod Stewart                     |
| Top 4                   | Judges' Hometown Contestant's own soul                     | "Bright Lights" "What Hurts the Most"              | Matchbox Twenty Mark Willis              |
| Top 3                   | Scott Borchetta's Choice Judges' Choice Hometown's Choice  | "Because the Night" "Back Home" "I'll Be"          | Patti Smith Andy Grammer Edwin McCain    |
| Top 2                   | Simon Fuller's Choice Favorite Performance Winner's Single | "Bright Lights" "I Won't Give Up" "Beautiful Life" | Matchbox Twenty Jason Mraz Nick Fradiani |
| Chung kết               | Encore with original artist                                | "Back Home" "Honey, I'm Good."                     | Andy Grammer                             |

## Danh sách đĩa hát

### EPs
là một phần của ban nhạc Beach Avenue
| Tựa đề và chi tiết                                                                                | Track listing |
| Something to Believe In - Định dạng: EP - Phát hành: 16 tháng 6 năm 2012 - Hãng đĩa: Beach Avenue |               |
| Driving That Road - Định dạng: EP - Phát hành: 11 tháng 7 năm 2013 - Hãng đĩa: Beach Avenue       |               |
| ------------------------------------------------------------------------------------------------- | ------------- |

### Đĩa đơn

#### Beach Avenue
| Năm  | Tựa đề                                                             | Tiêu thụ    |
| ---- | ------------------------------------------------------------------ | ----------- |
| 2013 | "Songman"                                                          |             |
| 2014 | "Coming Your Way" (cũng được biểu diễn trong America's Got Talent) | - Mỹ: 6,000 |
| 2014 | "Feel the Beat"                                                    |             |

#### Solo
| Năm  | Tựa đề           | Vị trí cao nhất trên bảng xếp hạng | Vị trí cao nhất trên bảng xếp hạng | Vị trí cao nhất trên bảng xếp hạng | Vị trí cao nhất trên bảng xếp hạng | Tiêu thụ     |
| Năm  | Tựa đề           | US                                 | USAC                               | USDigital                          | CANDigital                         | Tiêu thụ     |
| ---- | ---------------- | ---------------------------------- | ---------------------------------- | ---------------------------------- | ---------------------------------- | ------------ |
| 2015 | "Beautiful Life" | 93                                 | 47                                 | 22                                 | 48                                 | - US: 50,000 |